# 난부 도시모치 (1803년)

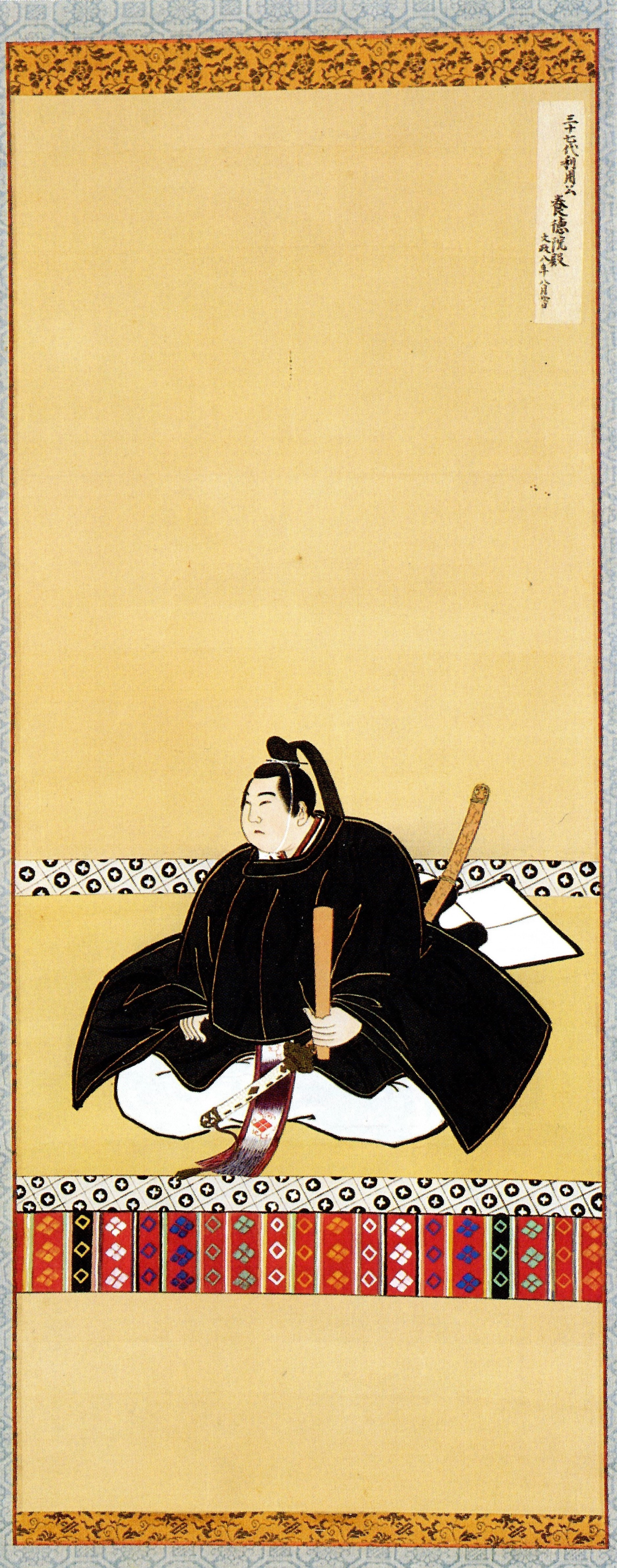
난부 도시모치 초상화

난부 도시모치(일본어: 南部利用, 1803년 12월 19일 ~ 1825년 8월 31일)는 모리오카번의 11대 번주이다. 어릴적 이름은 젠타로(善太郎)이다.
난부 노부키요의 셋째 아들로 태어났다. 진짜 번주 도시모치가 1821년에 불의의 죽음을 맞이하자, 영지 삭감, 전봉이나 몰수 조치가 내려질 것을 두려워한 가신단들은 도시모치가 아직 쇼군을 알현하지 않은 것에 착안하여 비교적 연령이 비슷하고 생김새도 닮은 젠타로를 대타로 옹립하여, 그해 음력 9월에 번주 자리에 오르게 했다. 음력 11월 15일, 가짜 도시모치는 쇼군 도쿠가와 이에나리를 알현하여 번주로서 인정받고, 음력 12월에 종4위하, 다이젠노타이후(大膳大夫)에 서임되었다.
번주에 취임한 후로는 파탄 직전에 있던 번 재정을 재건하고, 부정을 저지른 관리들을 경질하고 인사 혁신을 꾀하는 등의 정치를 폈다. 1822년에는 소마 다이사쿠 사건을 일으킨 소마 다이사쿠가 에도에서 처형되었다. 1825년, 병을 억누르고 근무차 에도로 나아갔으나 이로 인해 병이 깊어져 23세의 나이로 에도에서 사망하였다. 양자 난부 도시타다가 그 뒤를 이었다.
| 전임 난부 도시모치 | 제11대 모리오카번 번주 1821년 ~ 1825년 | 후임 난부 도시타다 |